# Großsteingrab Wulsdorf
Das Großsteingrab Wulsdorf war eine megalithische Grabanlage der jungsteinzeitlichen Trichterbecherkultur bei Wulsdorf, einem Ortsteil von Bremerhaven. Es war das einzige bekannte Großsteingrab auf dem Gebiet der Freien Hansestadt Bremen und wurde im 19. oder frühen 20. Jahrhundert zerstört. Die Anlage besaß sechs Wand- und mehrere Decksteine. Über Ausrichtung, Maße und Grabtyp liegen keine näheren Angaben vor.